# نشتیفان
نَشتیفان یا نِشتِفو یکی از شهرهای استان خراسان رضوی در جنوب شرقی شهرستان خواف ایران است. شهر نشتیفان درحاشیه جاده قاین واقع شده و دارای آسیاب‌های بادی قدیمی است که با نامِ آس‌بادهای نشتیفان و از باد صد و بیست روزه نیرو می‌گرفتند.

## جمعیت
بر پایه سرشماری عمومی نفوس و مسکن در سال ۱۳۹۵ جمعیت این شهر ۷٬۷۳۰ نفر (در۲٬۴۶۸ خانوار) بوده‌است.

## جغرافیا
این شهر یکی از مراکز تولید عمده نهال در منطقه و حتی در سطح کشور می‌باشد. نهال‌هایی اعم از: پسته توت زرشک انگور کاج و …

## پیشینه تاریخی

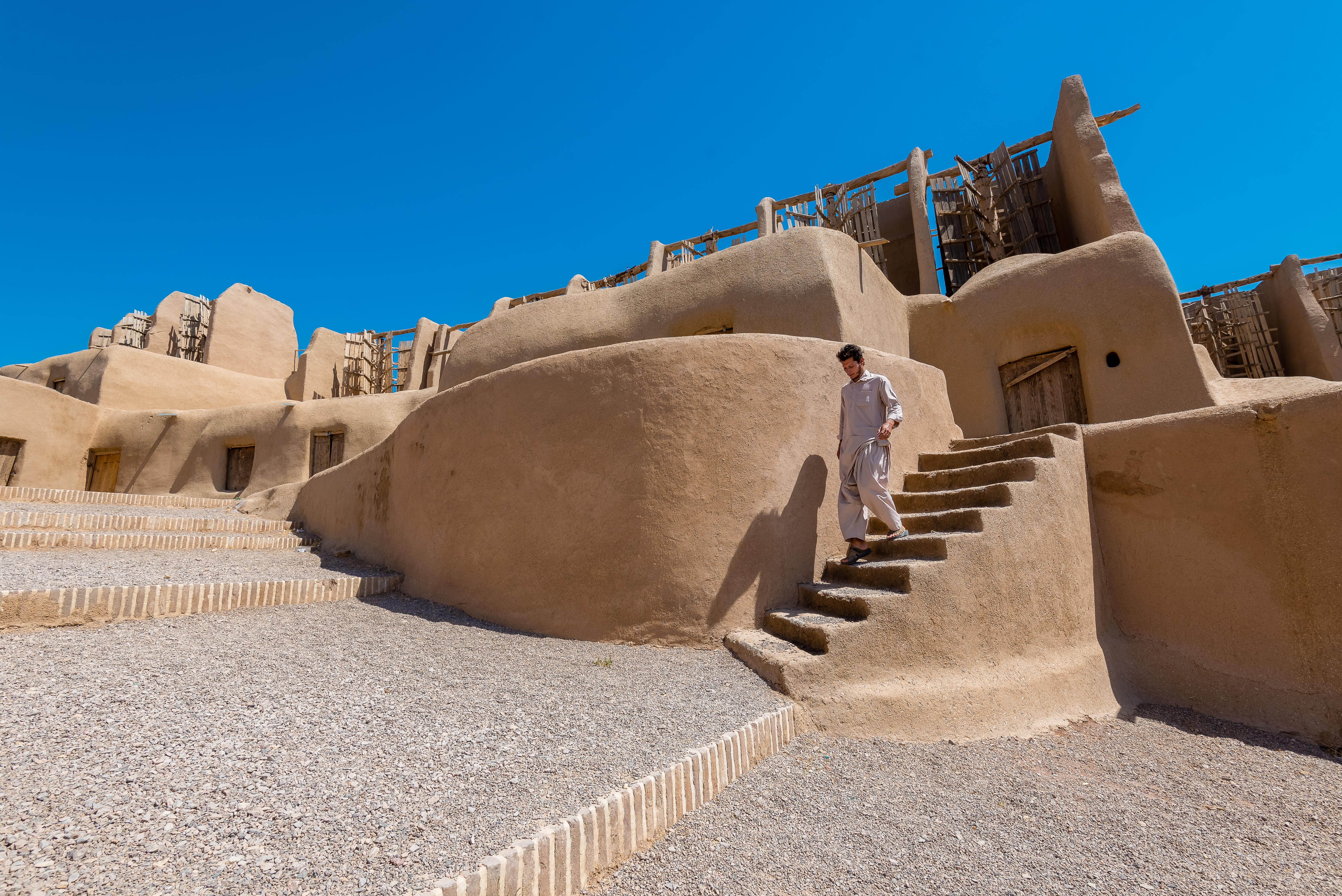
آسباد

در نشتیفان مجموعه‌ای باستانی از آسیاهای بادی وجود دارد که به آن آسباد می‌گویند.
قصه عامیانه در مورد ریشه نام این شهر این است که عبارت نشتیفان ترکیبی است از دو کلمه «نش» تلفظ محلی(«نیش») ممکن است کنایه از نیش کژدم باشد والبته نیش به تندی هر چیزی گفته می‌شود و بنا بر این نیش تیفان («توفان») عبارت است از تندی توفان یا لبه باد که همان وزش بادهای تند موسمی است که در تمام ایام سال این منطقه را به لحاظ موقعیت جغرافیایی ممتاز گردانده و ساکنین آن را چندین هزار سالیست به فکر تأسیس آسیاب بادی‌های معروفش در جهت بهره‌برداری از این جریانات هوایی نموده‌است. بادهای موسومی ادامه بادهایی است که در تابستان از قطب جنوب به سمت قطب شمال و شبه قاره هند است که در آنجا باران زا است و در ادامه
به شمال شرق ایران در حرکت است و باعت می‌شود کرانه شرقی ایران از چابهار تا تایباد هوای مطلوبی داشته باشد. (مجله دریای پارس ۱۳۹۴)
نشتیفان شهری است قدیمی که دست‌کم در شش سده گذشته با همین نام خوانده می‌شده‌است. شهر نشتیفان در اوایل قرن نهم هجری شناخته شده و معمور بوده‌است.
همچنین قبرستان‌هایی به شیوه مقبره‌های زرتشتیان باستان اطراف شهر را فرا گرفته که بعضی از ساکنین معتقدند عده‌ای از فرزندان و نوادگان پادشاهان سلسله اشکانیان (که اتفاقاً در خراسان بر ایران حکمرانی می‌کردند) در آنها نهفته‌اند (که البته در خواف نیز این گورستانها بسیار است و به همین دلیل در بعضی کتب تاریخی نام اصلی آن «خواب» نیز آمده‌است) و دسته‌ای دیگر معتقدند در گذشته برای ایمن نگه داشتن شهر از حملات و تجاوزات احتمالی در اطراف شهر بزرگان آن را تدفین می‌نموده‌اند تا به اصالت و درستی مردمان آن اشاره کنند. مسجد جامع شهر نیز که به سبب عنایت شیخ زین الدین تایبادی و به دستور پیر احمد خوافی به غیر از هرات و بغداد در نشتیفان نیز تأسیس و به رغم استفاده اهالی آن به یکی از آثار گرانبهای باستانی مبدل گردیده نشان از اهمیت فرهنگی این شهر در گذشته‌های نه چندان دور می‌دهد. پیش از استقلال افغانستان و سپس استقلال هرات در سال ۱۲۴۹ ه‍.ق از ایران نشتیفان به همراه سایر توابع خواف از بلوک هرات بشمار می‌آمده و پس از آن به تابعیت مشهد یعنی خراسان کنونی درآمد.